# Авігдор Аптовіцер
Авігдор (Віктор) Аптовіцер (їд. Avigdor Aptowitzer, івр. אביגדור אפטוביצר; 16 березня 1871 — 5 грудня 1942) — єврейський вчений-талмудист, рабин.

## Життєпис
Народився в Тернополі в сім'ї Моше Аарона і Тзеріл Каснер. Його батько, який страждав від поганого стану здоров'я, був керівником невеличкої єшиви і ледве животів. Авігдор виручав, даючи вже із семирічного віку приватні уроки учням. Сім'я була пов'язана з чортківською хасидською династією; вони також іноді їздили на гостину до Ребе (священного рабина) Гусятина.
Навідуючись у Гусятин, Авігдор потрапив під вплив місцевого маскіла (діяча Гаскали). Він почав вивчати науку і поступово перестав гостювати у гусятинського ребе. 1896 року Аптовіцер поїхав у Чернівці, де навчався, щоб скласти іспит на атестат зрілості, який і склав. Він заробляв на життя викладанням математики. 1899 року пройшов посвяту в рабини і заручився з Малкою Дурнбойм.
Після заручин Аптовіцер вирушив у Відень, щоб навчатися в університеті, а також в училищі з підготовки вчителів івриту. Влаштувався на роботу особистим секретарем Авраама Епштейна. У 1909 році за рекомендацією Давида Міллера Цві Аптовіцера призначили викладачем училища на заміну Меїра Фрідмана, який помер. 1918 року Соломон Шехтер запросив його у Сполучені Штати, але Аптовіцер відхилив цю пропозицію. Вчений Цві Перец Хаєс призначив його вчителем у Єврейській богословській семінарії, яку він заснував. Аптовіцер працював там викладачем Талмуду, Біблії, Мідраш і єврейської філософії.
1924 року його запросили на викладацьку посаду в Єрусалим, але він відхилив цю пропозицію через хворобу дружини. У 1938 році, після того, як дружина померла, Аптовіцер емігрував у Палестину, але на той час для нього вже не було посади. В Ізраїлі він займався здебільшого редагуванням своїх статей для опублікування.
Помер 5 грудня 1942 року і похований на єрусалимському кладовищі на Оливковій горі. У своєму заповіті він прохав, щоб на його надгробку лише зазначили, що він редагував праці Раав'яха (Еліезера бен Йоеля Галеві). Він також прохав, щоб його неопубліковані праці було спалено. Все своє життя він слабував на багато хвороб і слабкозорість, а в останні роки життя осліпнув.
Аптовіцер був ревним юдеєм, ретельно додержуючи єврейського звичаєвого права. Він належав до сіоністського руху Мізрахі, а лекції у Відні читав івритом.

## Доробок
Аптовіцер був фахівцем із широкого кола питань юдаїки, включаючи Талмуд, Біблію, галахічну літературу, літературу агада, юдейський закон і єврейську історію.
Його найважливіший внесок — це видання доробку Раав'яха (Еліезера бен Йоеля Галеві), яке включає розгорнутий академічний вступ і численні докладні примітки. Перші томи видало товариство «Мекізе Нірдамім» у Берліні в 1912 році і в Єрусалимі в 1935 році. Інші найвідоміші його праці:
- Das Schriftwort in Der Rabbinischen Literatur[6]
- Abhandlungen Zur Erinnerung an Hirsch Perez Chajes
- Mehkarim be-sifrut ha-Geonim (Дослідження літератури Гаонім), Jerusalem, 1941
- BEITRÄGE ZUR MOSAISCHEN REZEPTION IM ARMENISCHEN RECHT. In Kommission bei A. Hölder, Wien 1907
- The rewarding and punishing of animals and inanimate objects: On the Aggadic view of the world (1923)
- Observations on the criminal law of the Jews (1924)
- Kain und Abel in der Agada (1922)
- Parteipolitik der Hasmonäerzeit im rabbinischen und pseudoepigraphischen Schrifttum. Wien, 1927
- The Celestial Temple as Viewed in the Aggadah[7]

Крім того, Аптовіцер опублікував понад 350 статей багатьма мовами; його статті з'являлися майже в кожному збірнику з євреєзнавства, які виходили за його життя.